# Lottiidae
Famille
Lottiidae est une famille de mollusques gastéropodes marins de la ordre des Patellogastropoda.

## Liste des genres
Selon ITIS:
- genre Collisella Dall, 1871
- genre Discurria Lindberg, 1988
- genre Erginus Jeffreys, 1877
- genre Lottia G. B. Sowerby I, 1834
- genre Niveotectura Habe, 1944
- genre Patelloida Quoy et Gaimard, 1834
- genre Rhodopetala Dall, 1921
- genre Tectura Gray, 1847
- sous-famille Lottiinae
  - tribu Lottiini
  - tribu Scurriini
    - genre Scurria Gray, 1847
- sous-famille Patelloidinae (Oliver, 1926)
  - genre Potamacmaea Peile, 1922
- sous-famille Rhodopetalinae